# Acourtia runcinata
Acourtia runcinata là một loài thực vật có hoa trong họ Cúc. Loài này được (Lag. ex D.Don) B.L.Turner mô tả khoa học đầu tiên năm 1978.